# Philornis aitkeni
Philornis aitkeni är en tvåvingeart som beskrevs av Carroll William Dodge 1963. Philornis aitkeni ingår i släktet Philornis och familjen husflugor. Inga underarter finns listade i Catalogue of Life.